# Properdyna
Properdyna, czynnik P – glikoproteina należąca do grupy globulin. Ma masę cząsteczkową 184 kDa, jest złożona z 441 reszt aminokwasowych tworzących 4 podjednostki o masie 46 kDa każda. Stężenie properdyny w surowicy wynosi 25 mg/l.
Properdyna odgrywa rolę w nieswoistej odpowiedzi immunologicznej. W alternatywnej drodze aktywacji dopełniacza jako czynnik P pełni rolę stabilizującą konwertazę C3 i C5. Stąd droga ta bywała dawniej nazywana properdynową.

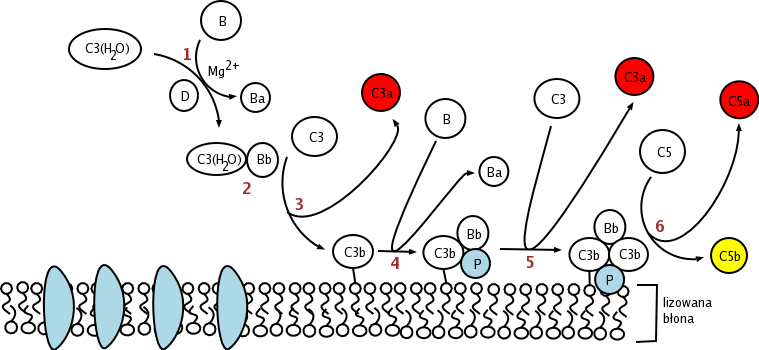
Alternatywna droga aktywacji dopełniacza. Properdyna wyróżniona jest błękitnym kółkiem z literą P

## Historia
Properdyna została odkryta w 1954 r. przez Louisa Pillemera amerykańskiego immunologa z Case Western Reserve University.